# Fines (Almería)
Fines ist eine spanische Gemeinde in der Comarca Valle del Almanzora der Provinz Almería in der Autonomen Gemeinschaft Andalusien. Die Einwohnerzahl von Fines bestand im Jahr 2024 aus 2.286 Einwohnern. 

## Geografie
Der Ort liegt in der Valle del Almanzora, einem bedeutenden Marmorabbaugebiet. Die Gemeinde grenzt an Cantoria, Líjar, Macael, Olula del Río, Oria und Partaloa.

## Geschichte
Der Ort gehörte zu Zeiten von Al-Andalus zum Staat Tahal und ging nach der christlichen Eroberung von Andalusien in Feudalherrschaft über. 1850 wurde Fines eine eigenständige Gemeinde.